# Nekane Aramburu

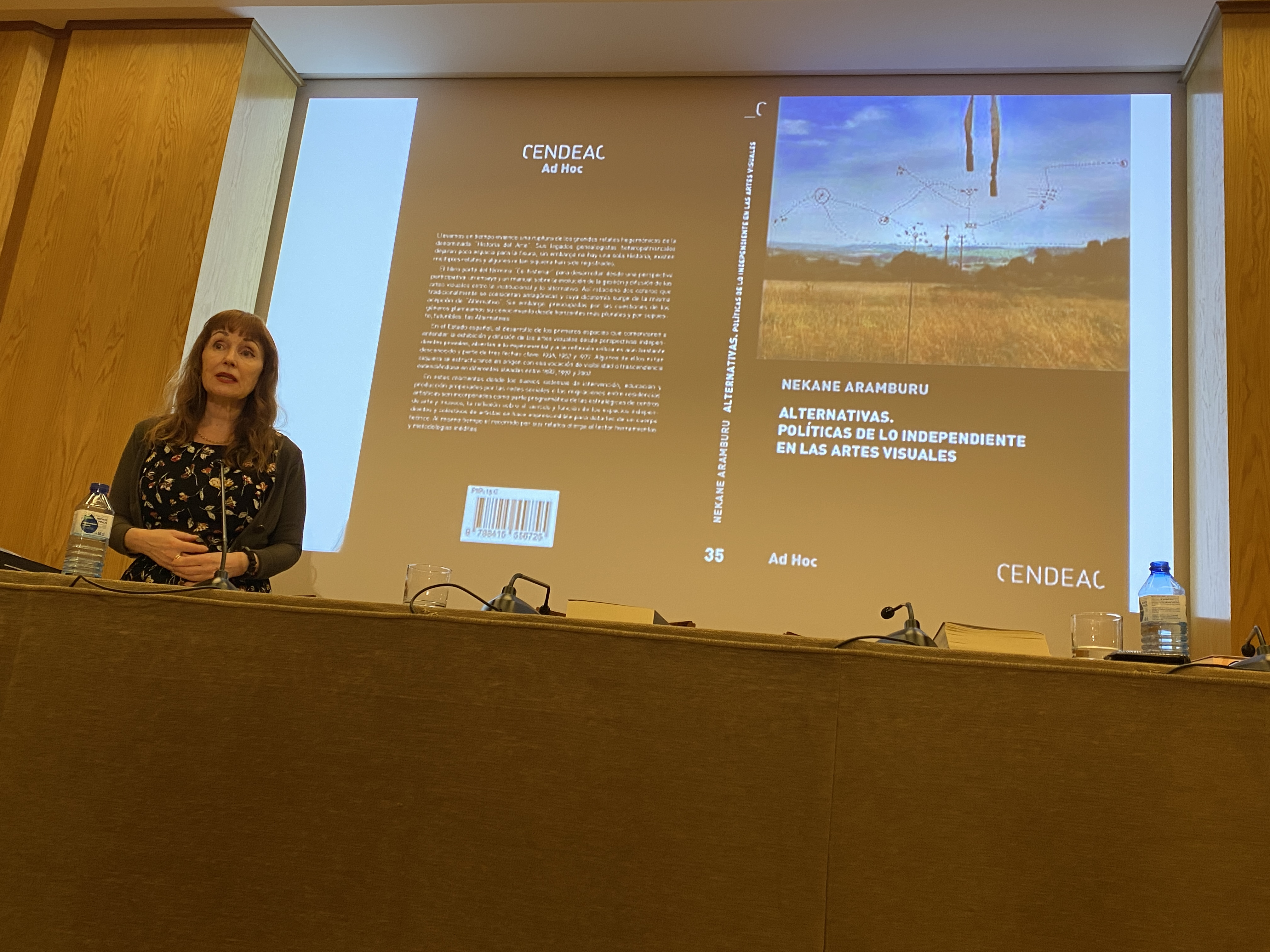
Aramburu presenta su libro "Alternativas. Políticas de lo independiente en las artes visuales", Madrid, 2022.

Nekane Aramburu Gil es gestora cultural, museóloga y curadora internacional.Doctora en Historiadora del arte y máster en Museología por la Universidad del País Vasco.Es directora de la Fundación y museo Apel·les Fenosa (Es Vendrell. Tarragona/París) desde 2022. Anteriormente fue seleccionada como directora de Es Baluard (Palma de Mallorca) cargo que ocupó entre 2013 y 2019. En su trayectoria como directora  destacan además de Es Baluard, la dirección de Trasforma  (1993-2003) y  Espacio Ciudad centro del Ayuntamiento de Vitoria (1999-2010)

## Trayectoria profesional
Su labor se inició en colaboración con el Department d´Art Plastiques de la Fundació La Caixa (Barcelona) y la Red de museos de la Diputación Foral de Álava cuyas funciones se centraron en la colección del futuro Artium (1989-2002), y la renovación museográfica de los museos de Álava.  
En 1992  fundó  TRASFORMA desarrollando desde la gestión proyectos museísticos en paralelo a una programación sobre prácticas creativas emergentes. Como directora de Espacio Ciudad, entidad del Ayuntamiento de Vitoria (Álava)  puso en marcha una programación expositiva y de publicaciones pionera respecto a la relación de lo urbano, la arquitectura, el pensamiento contemporáneo y lo transdisciplinar.
Ha profundizado en extensas investigaciones en historia del arte como:  "Archivos colectivos: Historia y situación actual de los espacios independientes y colectivos de artistas en España 1980-2010" (con el soporte del Ministerio de Cultura de España). Ha llevado a cabo proyectos específicos sobre  gestión  creando la primera red nacional de entidades autónomas en 1994 -Red Arte- y trabajando sobre estas prácticas en el ejercicio Latinoamérica - sur de Europa y Magreb. Así mismo con  Mujeres Santas  dinamiza y estructura programas en Latinoamérica y Estados Unidos o en el Grand Est francés con Matériaux Inmateriel  introduce  mecanismos de responsabilidad medioambiental en las colecciones y gestión de los FRAC de Champagne-Ardenne/Reims, Lorraine/Metz y Alsace/Estrasburgo. Ha  dirigido plataformas culturales  como Generación Digital en el Centro Cultural Montehermoso (2003-2007) o  Les Clíniques d'Es Baluard (2013-2018). Ejerce como docente en diversos másteres universitarios, Master en gestión cultural de la Universidad Carlos III (Madrid)  así como talleres especializados en Medellín (2008), Montevideo (2009), Lima (2011), Bahía Blanca y Buenos Aires (2011), La Habana y Bogotá (2012).  o como colaboradora en  ALZAR (Museo Reina Sofía, Fundación Carasso y Hablar en Arte).
Ha trabajado con instituciones como AECID, ACE, Instituto Etxepare, Institut Français, Goethe Institute o  Canada Council for the Arts. Con el Instituto Cervantes, ha participado en diversos países con proyectos internacionales en diferentes etapas de su carrera profesional. Como ejemplos: Luces y sombras de una cartografía mutante., Palabras Corrientes,  ICasablanca, muestra de  Rafael Joan, Todo cuanto amé formaba parte de ti    itinerancia diversos países. o  Espacios Ocupados
Sus investigaciones como teórica focalizada en nuevas formas de historiografía y curadoría  han sido publicadas  por reconocidas editoriales, siendo igualmente docente en diferentes Universidades, másteres y cursos especializados. 
Así mismo se ha vinculado a instituciones como la Fundación Kutxa (2009-2011), la Fundación La Caixa de Barcelona (1991-1992), la red de centros  FRAC en Francia o la  Fundación Klemm (2019).

## Jurados y Asociaciones Internacionales
Ha sido jurado y asesora de diferentes instituciones y comités nacionales e internacionales: Gobierno Vasco. Consejo Vasco de Cultura (2010-2014), Fundación de los Museos. Quito. Premio Mariano Aguilera (2012), Ministerio de Cultura. Premios Nacionales (2023) o Premio Velázquez (2014), Instituto Ramon Llull. Bienal de Venecia (2016) entre otros.
Ha formado parte desde 2007 de diferentes juntas directivas  profesionales: ICOM, MAV (Mujeres artes visuales), IAC (Instituto de Arte Contemporáneo) y de ADACE (Asociación de directoras y directores de museos y centros de Arte de España (2016-2022), siendo además  miembro del CIMAN (International Committee for Museums and Collections of Modern Art) desde 2013.

## Selección de exposiciones comisariadas
Frágil. CCE/Montevideo (2009) Colectiva internacional, Caras B del videoarte español (con Carlos T. Mori)  en Bangkok / Seúl/ Sídney / Praga / Berlín (2010 y 2013), Palabras corrientes (con Marisa González) Instituto Cervantes. Nueva York / Pekín ( 2006), Todo cuanto amé formaba parte de tí, Damasco / Dublín / Bruselas (2007-2010), Bluesky. Fundación Telefónica de Buenos Aires (2009), Absolute Beginners. Sala Amárica, Vitoria (2009), Noveles. XLIII y XLIV. Koldo Mitxelena. San Sebastián (2009 y 2011), Epílogo. PhotoEspaña/Instituto Cervantes. Madrid (2010), Ultramar. Kubo Kutxa. San Sebastián (2011), Cosmic Ray. La Chaufferie/ESADS. Estrasburgo (2012), La Rabia fundadora. Lima-Perú (2012), Aguas turbulentas-Eaux Agitées. Aquarium. San Sebastián( 2011 a 2019), Gaur(sic) (Londres / Managua / Costa Rica / Honduras / Córdoba-Argentina / Montevideo / México / Santiago de Chile, Albi-Francia. AECID-Etxepare (2011-2015), Archipel Ouest. Îles du futur en FRAC/Corse / MAN. Museum of art of Nuoro. (2019 y 2020).
En  2023 destacan Los Nuevos Noventa, un ensayo expositivo a partir de su tesis doctoral  en el Museo San Telmo de San Sebastián. en el CGAC de Santiago la exposición retrospectiva de Olga Mesa, con el título  RE-VISION(ES) "Cierro los ojos y me preparo a dar el gran salto". y Georgiana´s Echoes para el Gobierno de Canarias (Las Palmas/Tenerife). En 2024 vuelve a comisariar una gran revisión de investigación y recuperación de archivos con  "Isabel Herguera. Retrospectiva" para Kubo Kutxa y en 2025  la retrospectiva de Roma Blanco. Museo MAC. Salta, Argentina. 

## Reconocimientos
En el año 2013, le fue entregado por la Asociación Mujeres en las Artes Visuales, el Premio MAV 2013. Categoría de gestora.

## Libros y monografías  (Selección en castellano)
. Alternativas. Políticas de lo independiente en las artes visuales Edita: Cendeac  (2020)  ISBN:978-84-15556-82-4
. Les imatges eco. Isaki Lacuesta. Edita: Ajuntament de Girona (2019) ISBN 978-84-8496-267-0
. Annelise Witt. Poesía del fang (2019) ISBN 978-84-09-10044-6
. D’anada i tornada. Es Baluard (2019) ISBN: 9788494840944. https://issuu.com/esbaluard/docs/es_baluard_disen_o_cuaderno2_previe
. Ciutat de vacances. Es Baluard/Consorci Museus/Arts Santa Mónica (2019) ISBN  9788448263058-9788494480968
. Colección Es Baluard. Catálogo razonado (2019) ISBN 978-84-8496-267-0
. Robert Cahen. Paisatges Edita: Es Baluard (2019) ISBN  978-84-948409-2-0
. Ells i Nosaltres  Es Baluard (2019) ISBN 978-84-948409-7-5 
.  Ereccions.  Ayuntamiento de Palma de Mallorca (2019) ISBN 9788495267825
.  Mujeres Dadá/ Dones Dada. (2019) ISBN 978-84-948409-1-3
. Per què em vestec de negre si estim tant la vida?Teresa Matas (2017). ISBN 978-84-948409-0-6
. Jean Marie del Moral. Processos.(2018) 1978-2018. ISBN 978-84-939388-9-5
. Nit del Art. (2018) ISBN 978-84-939388-7-1 / 978-84-945425-9-6
. Marina Nuñez. Phantasmas. Reproductibilitat 2.3.  (2018) ISBN 978-84-939388-8-8
. Islas y Horizontes. Es Baluard (2016) ISBN 978-84-608-9502-2
. Reproductibilidad 2.2. Colección Olorvisual. (2016) ISBN 978-84-945425-6-5
. El turment i l´extasi. ISBN  978-84-939388-6-4
. Reproductibilitat 1.0. ISBN 978-84-939388-4-0
. Rafel Joan, Pintures 1983 – 2013. ISBN 978-84-95876-93-5
. Mare Medi Terraneum. ISBN 9789492321114
. José Manuel Broto. Grandes partituras. ISBN 978-84-95876-90-4
. Museos, centros de arte y espacios híbridos. Fundación Gilberto Alzate. Bogotá. (2012). ISSN 2145-6399
. Todos los icebergs son negros. Films 2000-2018 . Bernardí Roig. Ministerio de Cultura (2018) ISBN: 9788481817201
. Digital Narratives and Image Technologies. Ministerio de Cultura/Casa Asia (2011) ISBN 978-84-936363-9-5
. Gaur (sic). Instituto Etxepare y Aecid.(2014)  ISBN  978-84-616-7799 https://issuu.com/publicacionesaecid/docs/gaur_sic_
. Archivos Colectivos. (2011) ISBN  978-84-615-0952-2. https://issuu.com/nknaram/docs/archivoscolectivos
·  Ultramar. Una aproximación al patrimonio artístico de Kutxa. Edit. Kutxa Donosti ISBN 978-84-7173-561-4
·   Todo cuanto amé formaba parte de tí. Instituto Cervantes. ISBN 978-84-92632-21-3
·   Museos y nuevos escenarios para el Arte. 2012 Fundación Gilberto Alzate. Bogotá ISSN 2145-6399
·   Plein Air.  Edit. Nerea (2011). ISBN:978-84-7173-566-9
·   Mujeres en el sistema de arte en España. Exit/MAV. (con Piedad Solans y Rocío de la Villa) ISBN  978-84-937347-8-7
·   Caras B del Videoarte en España. (con Carlos T. Mori) Aecid ISBN: 978-84-8347-140-1
. Un lugar bajo el sol . AECID. Centro Cultural de España en Buenos Aires. (2008). ISBN 978-987-24303-0-6 https://issuu.com/cceba/docs/librounlugar
·      Registros domésticos. Marisa González. Edita: Ministerio de Cultura. ISBN 978-84-8181-592-4
·      Glosario imposible. Edita.: Hablar en Arte. ISBN 978-84-697-9168-4.
·      Soy tu. Amparo Garrido. ISBN 978- 84-94-1929-0-6.
·      Circa XX. La colección de Pilar Citoler. (2012) Edita: Kubo Kutxa. ISBN 978-84-7173-569-0
. Historia y situación actual de los colectivos de artistas y espacios independientes en el Estado Español (1980-2010). La otra historia. (2011)  ISBN 978-84-614-9257-2
·      Videohistorias. Edita: Artium. ISBN 8493822914
·      Artistas Berrien XLIV. Lehia Keta. Certamen de Artistas Noveles. Edita Koldo Mitxelena. ISBN 978-84-7907-655-9
·      Absolute Beginners. Edita Diputación Foral de Alava. ISBN: 978-84-7821-748-0
. Las Vegas de nuevo. Espacio Ciudad. Ayuntamiento de Vitoria. ( 2010) ISBN: 978-84-96845-41-1
·      Bluesky. Francisco Ruiz de Infante. Edita:  Fundación Telefónica y Seacex (2009) ISBN 978-987-24475-5-7
·      Sintopías. De la relación entre arte, ciencia y tecnología. Edita: Instituto Cervantes y Meiac. ISBN  978-84-88252-78-4.
·      Enciclopedia del español en el mundo: Anuario del Instituto Cervantes, 2006-2007. Plaza & Janés Editores, S.A. ISBN 84-01-37964-4; 978-84-01-37964-2. cvc.cervantes.es/lengua/anuario/anuario_06-07/.../artes_01.pdf
·      Convergentes y divergentes. PH 56. Junta de Andalucía, diciembre de 2005. ISSN 1136-1875
·      El patrimonio histórico. XIV cursos monográficos sobre el patrimonio histórico. Editorial: Universidad de Cantabria. Año: 2004.
·      Resonancias. Observatori. Muvim/Museo de la Imagen y la Ilustración. Valencia (2002). D.L: V-4053-202
·      La restricción amarga. Ciclo de arte emergente. Centro Cultural Montehermoso.(2001)
·      Pautas y contrastes. Edita Museo Nacional Centro de Arte Reina Sofía. Madrid. (2001). ISBN: 84-8026-952-9
·       Encuentros de Arte Actual, Red Arte y Colectivos Independientes en el Estado español. con Eva Gil de Prado (1997) Vitoria: Trasforma.ISBN 84-605-7166-1

## Enlaces
- Els Enthusiasts IB3. Entrevista
- Fundación Telefónica. Buenos Aires Archivado el 12 de noviembre de 2011 en Wayback Machine.
- Museografía, historia del arte y visibilidad de géneros. Museo Thyssen/Universidad Complutense de Madrid
- Nueva Museología. (enlace roto disponible en Internet Archive; véase el historial, la primera versión y la última).
- Sobre Mujeres Santas.
- Dodgeball
- Aniversario Es Baluard. Metropolis RTVE
- Bienal Biam
- Nuevos modelos expositivos. Reproductibilitat 1.1
- Aula de ecología urbana. (enlace roto disponible en Internet Archive; véase el historial, la primera versión y la última).
- Espacios ocupados. Fronteras y neobiografías para Teresa Urrea
- Introducción general Archivos Colectivos

- Datos: Q21530806